# Касиярово
Касиярово (баш. Ҡасияр) — деревня в Бураевском районе Республики Башкортостан Российской Федерации. Входит в состав  Тазларовского сельсовета.

## География

### Географическое положение
Расстояние до:
- районного центра (Бураево): 17 км,
- центра сельсовета (Новотазларово): 4 км,
- ближайшей ж/д станции (Янаул): 85 км.

## Население
| 2002 | 2009 | 2010 |
| ---- | ---- | ---- |
| 204  | ↘189 | ↗191 |

Согласно переписи 2002 года, преобладающая национальность — удмурты (92 %).